# Pternopetalum longicaule
Pternopetalum longicaule là một loài thực vật có hoa trong họ Hoa tán. Loài này được Shan miêu tả khoa học đầu tiên năm 1940.